# Badefols-sur-Dordogne
Badefols-sur-Dordogne è un comune francese di 213 abitanti situato nel dipartimento della Dordogna nella regione della Nuova Aquitania.

## Storia

### Simboli
Il comune ha ripreso lo stemma della famiglia de Gontaut, signori e baroni di Badefols, documentati dal 1232.

## Società

### Evoluzione demografica
Abitanti censiti